# Chapelle du Saint-Esprit (Angermünde)
Pour les articles homonymes, voir Chapelle du Saint-Esprit.
La chapelle du Saint-Esprit (Heilig-Geist-Kapelle), d'Angermünde en Allemagne du nord-est, est l'unique édifice de l'ancien hôpital du Saint-Esprit à ne pas avoir été détruit pendant la Guerre de Trente Ans. Il s'agit d'une chapelle du gothique tardif construite en briques à la fin du XIVe siècle ou au début du XVe siècle.

## Historique
La chapelle à une seule nef de trois travées sert au début de chapelle à l'hôpital du Saint-Esprit construit en 1336, juste en dehors des remparts de la ville. Sa toiture est d'abord plate, puis rehaussée au XVe siècle grâce à des voûtes. Le portail nord est remplacé par un portail ouest. La chapelle passe à la réforme protestante dans la seconde moitié du XVIe siècle. Elle est donnée par l'électeur Frédéric III de Prusse à la communauté réformée française (huguenote) en 1698.
Le clocheton à colombages est ajouté en 1775, juste derrière le parapet du fronton. l'intérieur de l'église est rénové en 1841, on y installe une nouvelle chaire.
La chapelle sert toujours actuellement de temple réformé à la communauté réformée d'origine huguenote de Groß Ziethen-Schwedt qui est rattachée à l'Église protestante Berlin-Brandebourg-Haute Lusace silésienne et qui la prête à d'autres cultes protestants, comme ceux des méthodistes.

## Illustrations

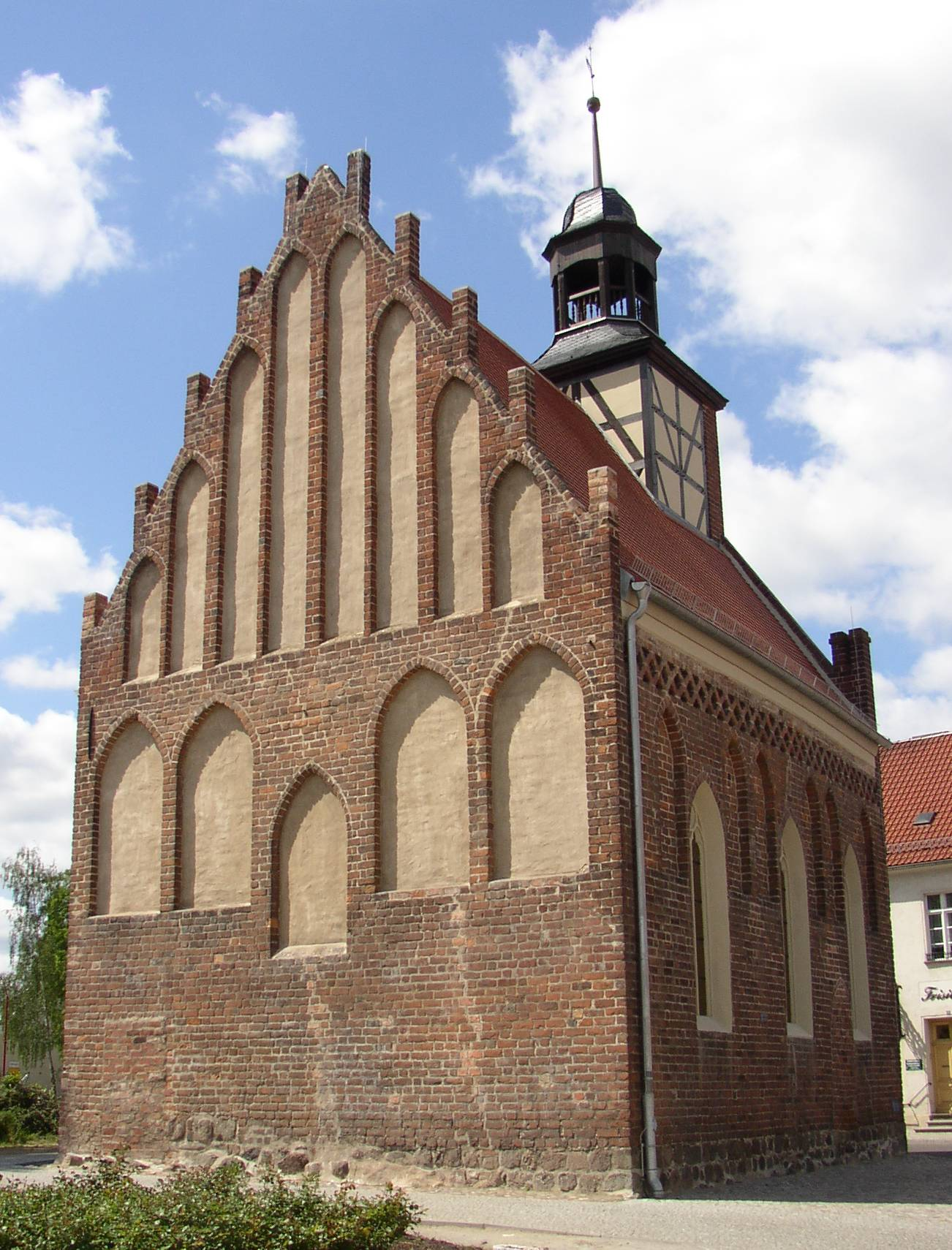
Façade arrière
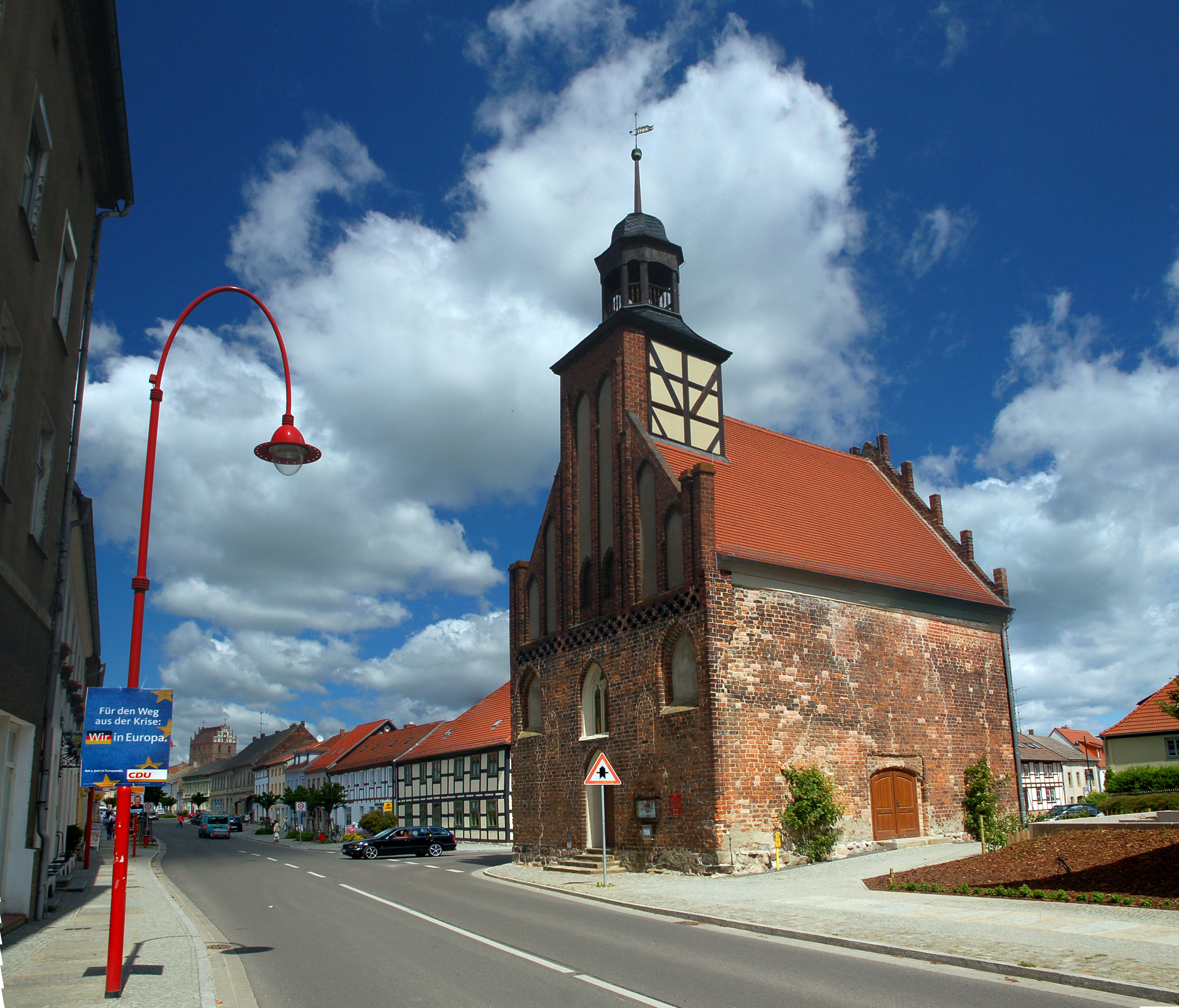
Vue de côté de la chapelle
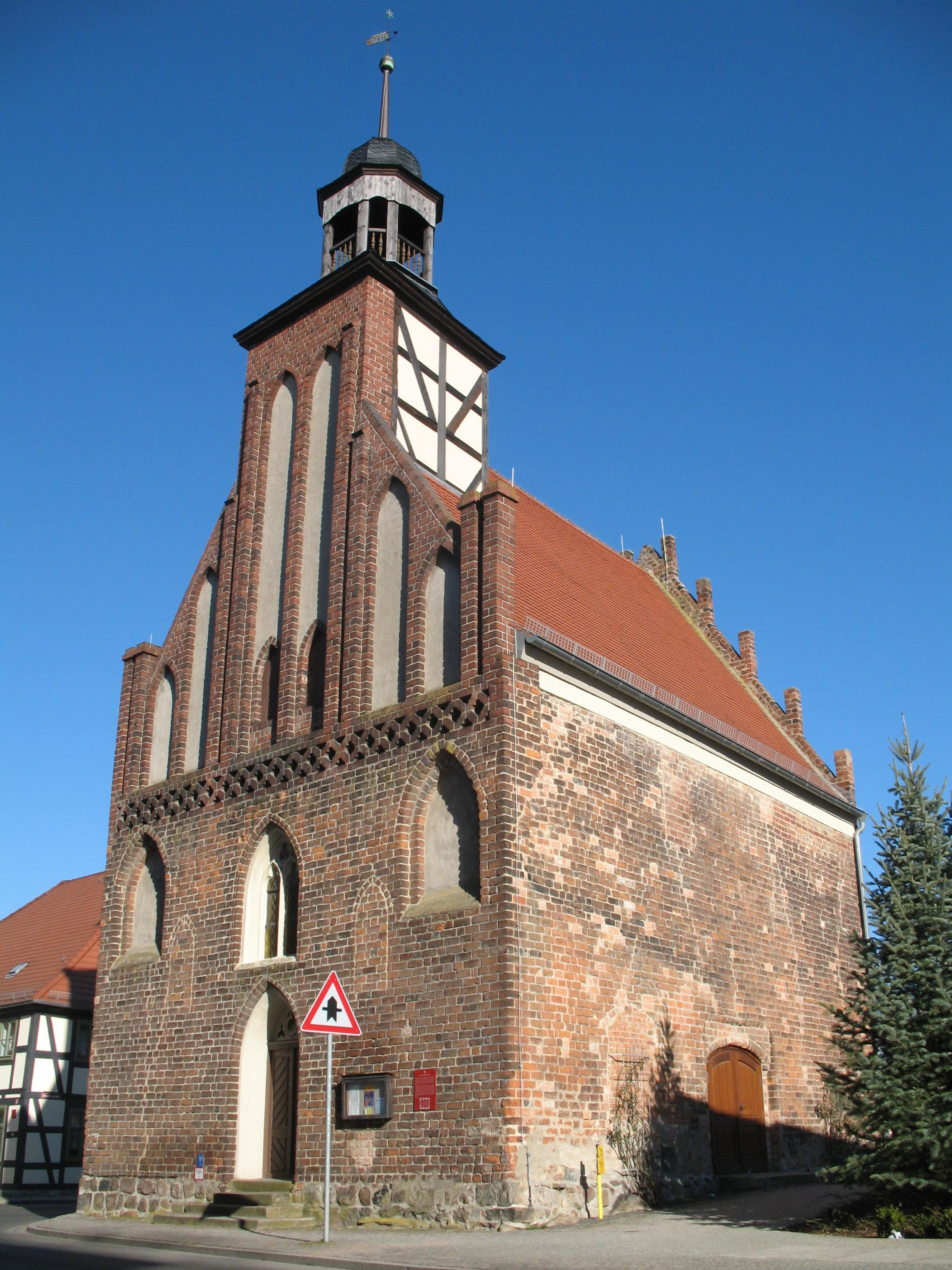

## Source
- (de) Cet article est partiellement ou en totalité issu de l’article de Wikipédia en allemand intitulé « Heilig-Geist-Kapelle (Angermünde) » (voir la liste des auteurs).